# The Time of the Oath
The Time of the Oath to album zespołu Helloween. Jest to jedyny w dyskografii zespołu album koncepcyjny. Motywem przewodnim są przepowiednie Nostradamusa dotyczące końca świata. Album został zadedykowany perkusiście Ingo Schwichtenbergowi, jednemu z założycieli Helloween, który po nieudanej walce ze schizofrenią i nałogami popełnił samobójstwo rzucając się pod koła metra w Hamburgu.

## Lista utworów
1. „We Burn” (Deris) – 3:04
2. „Steel Tormentor” (Weikath/Deris) – 5:40
3. „Wake Up the Mountain” (Kusch/Deris) – 5:01
4. „Power” (Weikath) – 3:28
5. „Forever And One (Neverland)” (Deris) – 3:54
6. „Before the War” (Deris) – 4:33
7. „A Million to One” (Kusch/Deris) – 5:11
8. „Anything My Mama Don’t Like” (Deris/Kusch) – 3:46
9. „Kings Will Be Kings” (Weikath) – 5:09
10. „Mission Motherland” (Weikath/Helloween) – 9:00
11. „If I Knew” (Weikath) – 5:30
12. „The Time of the Oath” (Grapow/Deris) – 6:58

## Rozszerzona edycja
Zawiera oprócz podstawowych utworów, bonusy:
1. „Still I Don’t Know” (Deris/Grosskopf) – 4:13
2. „Take It to the Limit” (Deris/Kusch) – 4:04
3. „Electric Eye” (Tipton/Halford/Downing) – 4:06
4. „Magnetic Fields” (Jarre) – 3:41
5. „Rain” (Parfitt) – 4:33
6. „Walk Your Way” (Grosskopf) – 4:56
7. „Light in the Sky” (Deris) – 2:35
8. „Time Goes By” (Deris) – 2:24

## Twórcy
- Andreas Deris – śpiew
- Roland Grapow – gitara prowadząca
- Michael Weikath – gitara rytmiczna
- Markus Grosskopf – gitara basowa
- Uli Kusch – perkusja

Gościnny występ w 12. „The time of the oath” (Dies irae...)
- Axel Bergstedt – dyrygent
- Chór orkiestry Johann Sebastian Bach, Hamburg